# Ricard Maria Carles
Ricard Maria Carles Gordó (Valencia, 24 de septiembre de 1926-Tortosa, 17 de diciembre de 2013) fue un arzobispo y cardenal español.

## Biografía

### Sacerdocio
Hizo estudios primarios en la escuela de las Teresianas y secundarios en la de San José de los Padres Jesuitas, las dos en su ciudad natal. Ingresó en el Seminario Mayor de Valencia y a la vez en el Colegio del Corpus Christi, también nombrado "del Patriarca".
El 29 de junio de 1951 fue ordenado sacerdote y dos años después se licenció en Derecho canónico en la Universidad Pontificia de Salamanca. En el mismo año de 1953 fue nombrado párroco y arcipreste de Tavernes de la Valldigna, y en 1967 fue trasladado a la parroquia de San Fernando de la ciudad de Valencia. Actuó allí como consejero de la Juventud Obrera Católica (JOC) y responsable de la formación de los diáconos; posteriormente fue nombrado delegado episcopal para el clero y consejero diocesano de pastoral familiar.

### Episcopado
El 3 de agosto de 1969 fue consagrado obispo de Tortosa. Convocó el único sínodo diocesano celebrado en el post-concilio en las diócesis catalanas, con el objetivo de potenciar la participación de laicos, hombres y mujeres, y también de sacerdotes, religiosos de todo el obispado en los asuntos de la diócesis. El resultado fueron las Constituciones sinodales, unas conclusiones para revitalizar la vida cristiana con valor normativo.
El 23 de marzo de 1990 es nombrado arzobispo de Barcelona donde crea un Instituto de Teología Espiritual. Creó las demarcaciones diocesanas para descentralizar el obispado, situándose como responsables de cada territorio los nuevos obispos auxiliares que se nombran en Barcelona entre 1991 y 1993: Carlos Soler, Joan Carrera, Joan-Enric Vives, Jaume Traserra y Pere Tena. En una segunda etapa, rehace y moderniza los organismos de la curia diocesana con un nuevo equipo con el obispo Joan Carrera y el jesuita Enric Puig al frente.
El 26 de noviembre de 1994 fue nombrado cardenal del título Santa Maria Consolatrice al Tiburtino. Al año siguiente el papa Juan Pablo II lo nombró miembro del consejo de cardenales para el estudio de los problemas económicos y organizativos de la Santa Sede. En 1997 aprobó el cambio de estatutos y nombre de la asociación Pía Unión, fundada por la Beata Petra de San José, que pasará a llamarse Asociación San José de la Montaña.
También fue vicepresidente de la Conferencia Episcopal Española entre 1999 y el 2002. Algunas biografías destacan que se opuso al catalanismo dentro de la Iglesia.
Entre 1995 y 1997 fue acusado de blanquear dinero negro del tráfico de armas en Italia, en el caso conocido con el nombre de la ciudad napolitana de Torre Annunziata. El caso se archivó por falta de pruebas.
El 4 de octubre de 1997 casó en la Catedral de Barcelona a la hija menor de los Reyes de España, la Infanta doña Cristina con el jugador de balonmano Iñaki Urdangarin, evento al que acudieron representantes de casi todas las casas reales del mundo.

### Retiro y fallecimiento
En el año 2001 y de acuerdo con lo previsto en el derecho canónico, presentó la dimisión de su cargo arzobispal, que no le fue aceptada hasta el 15 de junio del 2004. El mismo día, el papa Juan Pablo II dividió la archidiócesis de Barcelona en tres diócesis: una metropolitana y dos sufragáneas: Tarrasa y San Feliú de Llobregat. También en 2004 alzó la voz contra la COPE. "Desautorizado actitudes como la de esta emisora hacia Cataluña, que no son las que quiere la Iglesia", declaró.
Cuando cumplió ochenta años en 2006, perdió la condición de cardenal elector, pudiendo participar en el cónclave de 2005 que eligió a Benedicto XVI. 
Falleció el 17 de diciembre de 2013 en el hospital Virgen de la Cinta en Tortosa, Tarragona, teniendo 87 años. El ingreso en el hospital se realizó el 22 de noviembre anterior por un accidente vascular que no pudo superar. Por decisión propia, fue enterrado en la Basílica de la Virgen de los Desamparados en Valencia.
En la Conferencia Episcopal Española presidió la subcomisión para la Familia y la Comisión para los Seminarios y las Universidades (1984-1990). También fue vicepresidente de la conferencia episcopal de 1999 a 2002.

### Aficiones y obras
Durante toda la vida mantuvo el montañismo como una pasión que según sus propias palabras le acercaba a Dios. También fue aficionado a la espeleología, y las fallas valencianas. Jugó a fútbol, fue actor de teatro, solista en una coral y coleccionista de fósiles.
Entre sus obras se encuentra:
- Fe i Cultura. Escrits Pastorals (1990)
- Cartes de la vida estant (1994, artículos publicados en la prensa)
- La familia, l'amor i la vida (1998)
- Cartas a una mujer de hoy (1999)

| Predecesor: Manuel Moll i Salord       | Obispo de Tortosa 1969-1990                                   | Sucesor: Lluís Martínez i Sistach   |
| Predecesor: Narcís Jubany i Arnau      | Arzobispo de Barcelona 1990-2004                              | Sucesor: Lluís Martínez i Sistach   |
| Predecesor: Fernando Sebastián Aguilar | Vicepresidente de la Conferencia Episcopal Española 1999-2002 | Sucesor: Fernando Sebastián Aguilar |